# Bombardement

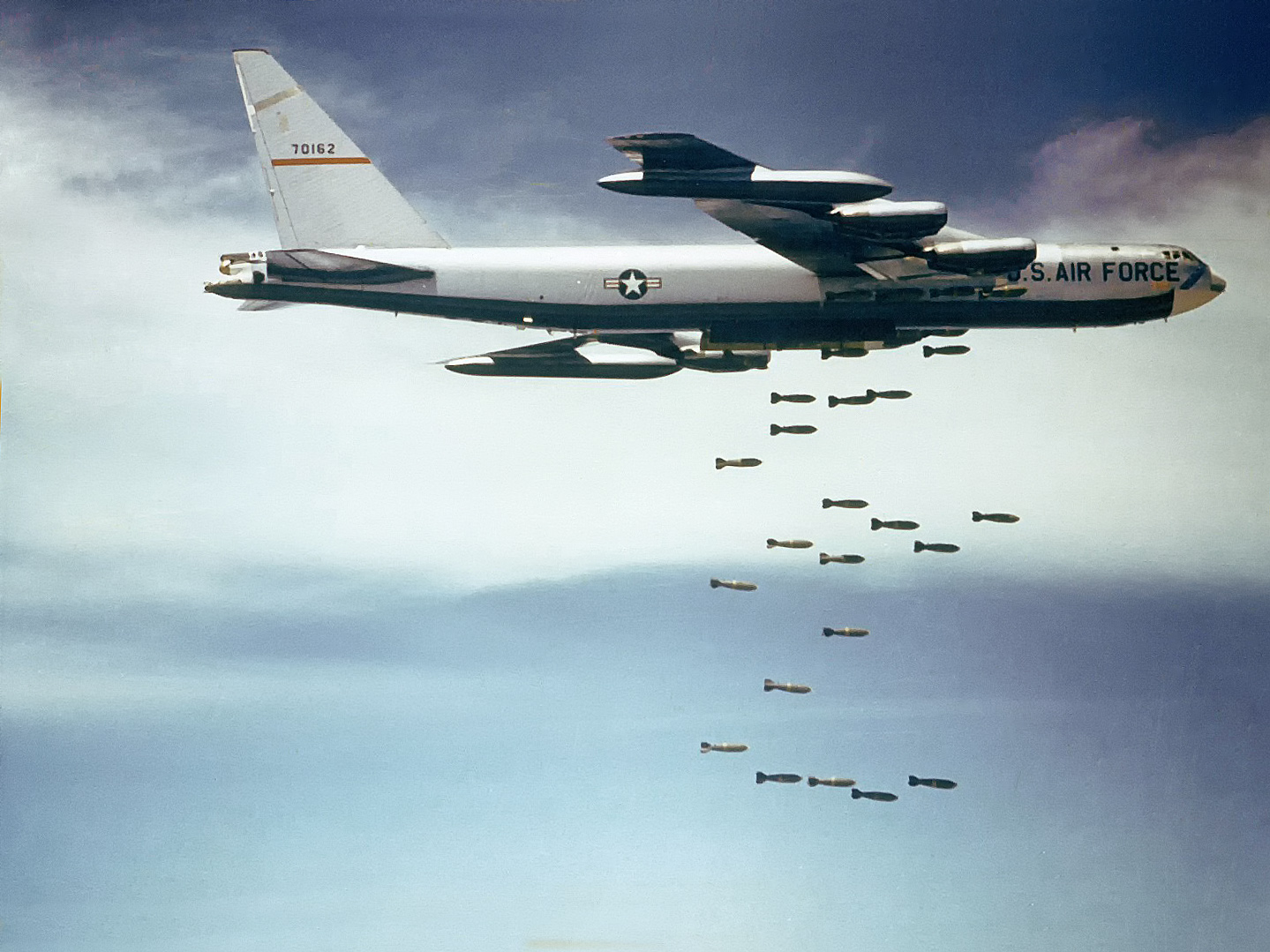
Ein B-52-Bomber wirft Bomben ab

Als Bombardement oder Bombardierung bezeichnet man jeden kriegerischen Akt, bei dem Bomben eingesetzt werden. Das kann der Abwurf von Fliegerbomben oder der Beschuss mit schweren Waffen wie z. B. Artillerie, Raketenwerfern und Mörsern sein. Der militärische Zweck eines Bombardements ist die Vernichtung, Schwächung oder Demoralisierung feindlicher Truppen oder Bevölkerungen (Shock and Awe) oder die Zerstörung feindlicher Wirtschaftsstrukturen.
Der Begriff Bombardement ist französischen Ursprungs und bezeichnete im Festungskrieg den Beschuss mit großen Geschützen.
Bombardements durch Flugzeuge sind eine Form des Luftkrieges. Wird eine größere Fläche mit Bomben belegt, spricht man von einem Bombenteppich. Nicht explodierte Bomben bleiben noch Jahrzehnte nach dem Abwurf als Blindgänger gefährlich.

## Arten der Bombardierung
Grundsätzlich wird unterschieden zwischen
- der taktischen Bombardierung, die der Unterstützung von Bodentruppen an der Front dient,
- der strategischen Bombardierung, bei der die feindlichen Nachschublinien im Hinterland das Hauptziel darstellen, wobei das Leiden der Zivilbevölkerung als Möglichkeit in Kauf genommen wird,
- der Terrorbombardierung, bei der das Leiden der Zivilbevölkerung absichtlich angestrebt wird, um ihren Widerstandswillen zu brechen. Gemäß den Bestimmungen des humanitären Völkerrechts sind Terrorbombardierungen in jedem Fall untersagt, da die Zivilbevölkerung niemals direktes Angriffsziel in einem bewaffneten Konflikt sein darf.[2]